# Indias Occidentales Británicas

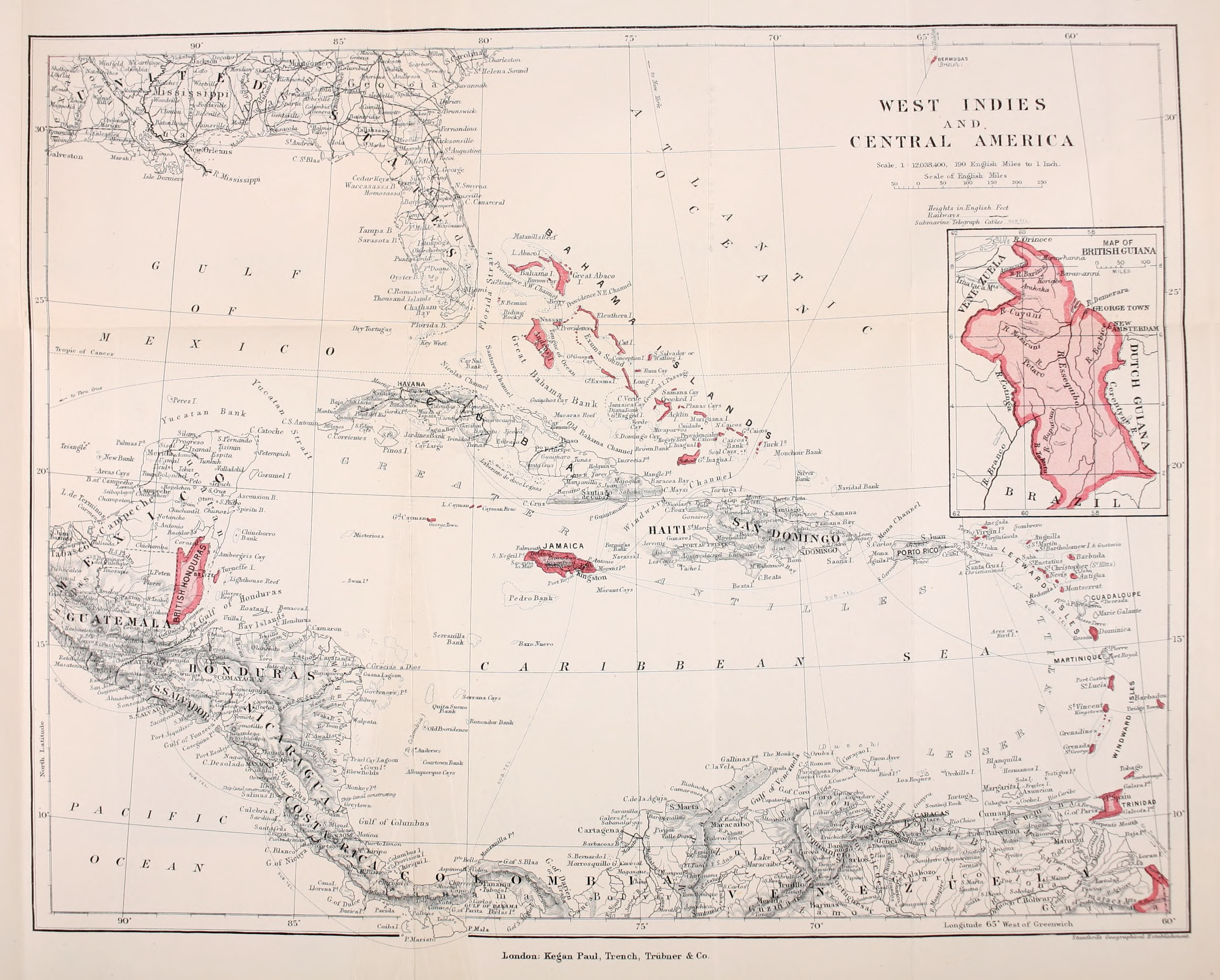
Colonias británicas en Centroamérica en 1900.

Indias Occidentales Británicas en rojo y rosa (las islas azules son otros territorios con el inglés como idioma oficial).

Las  Indias Occidentales Británicas o simplemente Antillas británicas (en inglés British West Indies, BWI)  fueron las islas y colonias continentales incluidas dentro del Mar Caribe y alrededor de él,  que fueron parte del Imperio británico. En 1912, las Antillas británicas se dividieron en ocho colonias: las Bahamas, Barbados, Guayana británica, Honduras británica, Jamaica (con sus dependencias: las islas Turcas y Caicos y las islas Caimán), Trinidad y Tobago, las islas de Barlovento y las islas de Sotavento.  El territorio más poblado entre los citados era Jamaica. 
Entre 1958 y 1962, todos los territorios insulares, excepto las islas Vírgenes Británicas, las Bahamas, Honduras británica y la Guayana británica, estaban organizados en la Federación de las Indias Occidentales. Se esperaba que la Federación se convertiría en independiente como una sola nación, pero tenía poderes limitados, muchos problemas prácticos, y la falta de apoyo popular. En consecuencia, la Federación de las Indias Occidentales se disolvió.
El topónimo "Indias Occidentales Británicas" fue cayendo paulatinamente en desuso en el siglo XX, a medida que la gran mayoría de islas y territorios fueron obteniendo su independencia nacional. En la actualidad, la mayor parte de ellos, incluyendo todos los más grandes, son ahora jurídicamente países independientes, aunque con una estrecha relación política y comercial con el Reino Unido (Caribe anglófono). Dichos países pertenecen a muchos foros internacionales como la Organización de los Estados Americanos, la Asociación de Estados del Caribe, la Organización Mundial del Comercio, las Naciones Unidas, la Comunidad del Caribe, la Mancomunidad de Naciones y el Banco de Desarrollo del Caribe, entre otros. El resto (los más pequeños) son territorios británicos de ultramar. Sin embargo, el término todavía se utiliza para designar a estos últimos territorios británicos insulares en el Caribe, como las islas Caimán.

## Territorios

Las colonias británicas que siguen existiendo hoy en día en el Caribe, con la denominación de Territorio británico de ultramar.

Los territorios que eran originalmente parte de las Antillas británicas son (fecha de la independencia, en su caso, entre paréntesis):
- Las Bahamas (1973)
- Belice (anteriormente Honduras británica) (1981)
- Bermudas (territorio británico de ultramar)
- Islas de Sotavento Británicas
  - Anguila (territorio británico de ultramar)
  - Antigua y Barbuda (1981)
  - Islas Vírgenes Británicas (territorio británico de ultramar)
  - Dominica (1978)
  - Montserrat (territorio británico de ultramar)
  - San Cristóbal y Nieves (1983)
- Islas de Barlovento Británicas
  - Barbados (1966)
  - Granada (1974)
  - Santa Lucía (1979)
  - San Vicente y las Granadinas (1979)
- Islas Caimán (territorio británico de ultramar)
- Guyana (antigua Guayana británica) (1966)
- Jamaica (anteriormente Colonia de Jamaica) (1962)
- Trinidad y Tobago (1962)
- Islas Turcas y Caicos (territorio británico de ultramar)
- Islas de la Bahía (cedidas a Honduras en 1861)

Otros antiguos territorios ingleses por la zona del Caribe:
- Colonia de las Islas de la Bahía: entregadas a Honduras en 1859 por el Tratado de Comayagua
- Protectorado del Reino Mosquito en Costa de los Mosquitos: una parte entregada a Honduras en 1859 por el Tratado de Comayagua y la otra parte a Nicaragua en 1860 por el Tratado de Managua

## Historia

### Islas de Sotavento
Sir William Stapleton estableció la primera federación en el British West Indies en 1674. Estableció una Asamblea General de las Islas de Sotavento en St. Kitts. Federación de Stapleton era activo entre 1674 y 1685, durante su mandato como gobernador, y de la Asamblea General se reunió regularmente hasta 1711.
En el siglo XVIII, cada isla había mantenido su propia Asamblea y hecho sus propias leyes. Las islas continuaron compartiendo un gobernador y un fiscal general. Aunque impopular, Federación de Stapleton nunca fue disuelto sino simplemente reemplazada por otros acuerdos.
Entre 1816 y 1833, las islas de Sotavento se dividieron en dos grupos: San Cristóbal-Nieves-Anguila y Antigua-Barbuda, Montserrat, cada uno con su propio gobernador. En 1833 todas las islas de Sotavento fueron reunidos y Dominica se añadió, permaneciendo como parte del grupo hasta 1940.
En 1869, el gobernador Benjamín Pino fue asignado para organizar una federación de Antigua-Barbuda, Dominica, Montserrat, Nevis, St. Kitts, Anguila y las islas Vírgenes Británicas. St. Kitts y Nevis opusieron compartir sus fondos del gobierno con Antigua y Montserrat, que estaban en bancarrota. Gobernador Pino dijo la Oficina Colonial que el plan había fracasado debido a "prejuicios locales y el interés propio". Su único logro fue dar las Leewards un solo gobernador. Todas las leyes y ordenanzas, sin embargo, tuvieron que ser aprobado por cada consejo insular.
En 1871 el gobierno británico aprobó la Ley de las islas de Sotavento, en la que todas las islas estaban bajo un Gobernador y un conjunto de leyes. La Colonia Federal se compone de todas las islas organizadas bajo intento anterior del gobernador de pino. Cada isla se llamaba "Presidencia" bajo su propio administrador o comisario. Al igual que las agrupaciones anteriores, esta federación fue impopular pero continuó hasta 1956. Ese año la Federación de las Indias Occidentales se organizó.

### Islas de Barlovento
En 1833 las islas de Barlovento se convirtió en una unión formal llamó la Colonia islas de Barlovento. En 1838, Trinidad (adquirida en 1802) y Santa Lucía (adquirida en 1814) fueron llevados a la Colonia de las islas de Barlovento, pero no se les dio sus propias asambleas (habiendo sido previamente Colonias de la Corona). En 1840 Trinidad abandonó la Colonia. La Colonia de las islas de Barlovento era impopular: Barbados deseaban mantener su identidad separada y antiguas instituciones, y las otras colonias no quería asociarse con él. (Necesitaban la asociación hasta 1815 para la defensa contra la amenaza de invasiones francesas durante las guerras napoleónicas.) Las islas individuales resistieron los intentos británicos en una unión más estrecha. Barbados, en particular, luchó para conservar su propia Asamblea.
De 1885 a 1958, la Colonia de las islas de Barlovento incluido Granada y las Granadinas, San Vicente y Santa Lucía durante todo el período. Tobago dejó en 1889, formando una unión con Trinidad. Dominica se unió a la Colonia de las islas de Barlovento en 1940, después de haber sido transferido de las islas de Sotavento, y se mantuvo en la Colonia hasta 1958. Después de 1885 la Colonia Islas de Barlovento estaba bajo un Gobernador General de Granada, y cada isla tenía su propio Teniente Gobernador y su propia asamblea (como antes). Los intentos de crear una colonia Federal, como en las islas de Sotavento, siempre se resistió. La Colonia de las Islas de Barlovento se separó en 1958, cuando cada isla decidió unirse a la nueva Federación de las Indias Occidentales como una unidad separada.

### Jamaica y otras dependencias
Las islas Turcas y Caicos y las islas Caimán se agrupan en Jamaica por conveniencia y, a veces, por razones históricas y / o geográficas. Honduras británica (más terde, Belice) estaba rodeado de colonias españolas hostiles y necesitaba la protección ofrecida por el Ejército de Jamaica y de la Marina. Además, Honduras británicas habían sido fundadas por los madereros. Aumentó la población en parte por el asentamiento de ingleses migración desde Jamaica a finales de los siglos 17 y principios del 18o (colonos también inmigraron directamente desde Inglaterra;. Los demás nacieron en la colonia) Desde 1742, Honduras británica era una dependencia directamente bajo el gobernador de Jamaica. En 1749 los gobernadores de Jamaica designaron administradores de Honduras británica.
En 1862 Honduras británica se convirtió en una colonia de la corona; se colocó bajo el gobernador de Jamaica con su propio teniente gobernador. En 1884, finalmente, rompió todos los lazos administrativos con Jamaica, al igual que las islas Caimán y las islas Turcas y Caicos.
Las islas de la Bahía tomadas por los ingleses en 1638, luego británicos, y en 1852 se convirtieron en una colonia de la Corona británica; pero en 1861 fueron cedidas a Honduras, a través del tratado Wyke-Cruz.

### Federación de las Indias Occidentales
La Federación de las Indias Occidentales fue una federación efímera que existió desde el 3 de enero de 1958 al 31 de mayo de 1962. Consistía en varias colonias caribeñas del Reino Unido. El propósito de la Federación era crear una unidad política que se convertiría en independiente de Gran Bretaña como un solo estado, posiblemente similar a la Federación Australiana, o confederación canadiense. Pero, la Federación se derrumbó debido a los conflictos políticos internos antes de que pudiera desarrollarse.